# پاریس سنت مارک (گرنادا)
پاریس سنت مارک (به لاتین: Saint Mark Parish) یک منطقهٔ مسکونی در گرنادا است که در گرنادا واقع شده‌است. پاریس سنت مارک ۲۳ کیلومتر مربع مساحت و ۳٬۹۹۴ نفر جمعیت دارد.